# Sauerbachtal Bülheim
Das Naturschutzgebiet Sauerbachtal Bülheim liegt im Kreis Paderborn. Es umfasst einen Teil des Tals der Sauer im südlichen Teil der Bülheimer Heide. Es besteht seit 1938 und ist 56,96 ha groß.
Durch das Tal mäandert die Sauer. Den gewässernahen Bereich bestimmt ein naturnaher Erlenbruchwald. Am südlichen Talrand kommt es zu Versumpfungen und Vermoorungen, teilweise in Form von Birken-Moorwäldern. Eine größere, jedoch überwiegend trockene Moorfläche liegt am Rand des Naturschutzgebietes bei Gut Bülheim. Abseits des Gewässers deuten alte Buchenbestände auf einen mittelalterlichen Hudewald hin, ansonsten werden die Waldbereiche von Fichten dominiert.
Schutzziele sind die Bewahrung und Wiederherstellung des Bachlaufs mit seiner ausgeprägten Unterwasservegetation, der Nass- und Feuchtgrünlandbrachen, der moorigen Quellbereiche und des bachbegleitenden Erlen-Eschen-Auwaldes und Birken-Moorwaldes sowie der Kleinseggenriede, Feuchtheide, Hochstaudenflure, der Heidevegetation und der Weidebuchen.
Als schützenswerte Vogelarten gemäß FFH- und Vogelschutzrichtlinie wurden festgestellt: Neuntöter, Rotmilan, Schwarzspecht und Schwarzstorch.
Weiterhin befinden sich in dem Gebiet 42 bronzezeitliche Hügelgräber.